# Králík východoamerický
Králík východoamerický (Sylvilagus floridanus) je druh králíka vyskytující se v Severní Americe. Jeho areál sahá od oblasti Velkých kanadských jezer až po Venezuelu, začíná se šířit také v Nové Anglii, kde vytlačuje původního králíka rezavého.
Králík východoamerický má šedě zbarvenou srst, která místy přechází do rezavé. Dosahuje délky 36 až 48 cm a váhy okolo 1200 gramů. Délka ocasu činí 4–6 cm, délka ušního boltce 5–7 cm. Charakteristickým znakem je bílé chmýří na spodní straně ocasu, které mu dalo anglický název cottontail (bavlněný ocas).
Živí se výhradně rostlinnou potravou, spásá především lipnici luční. Vyhledává otevřené krajiny, v hlubokých lesích se nevyskytuje. Odvažuje se do blízkosti lidských sídel, je dosti hojný. Ačkoli čtyři pětiny mláďat zahynou v prvním roce života (hlavními predátory jsou liška šedá, kojot prérijní a výr virginský, mnoho králíků také hyne pod koly automobilů nebo jsou zadáveni domácími psy), tento úbytek vyvažuje vysoká natalita: samice vrhne třikrát do roka čtyři až pět mláďat, která dosáhnou pohlavní dospělosti už ve dvou měsících.
Tento druh žije nočním způsobem života, je to výrazně teritoriální zvíře. Nevyhrabává nory, skrývá se v houštinách nebo mělkých dolících. V zimě dokáže přežívat i pod sněhem.

## Seznam geografických poddruhů
- Sylvilagus floridanus alacer
- Sylvilagus floridanus holzneri
- Sylvilagus floridanus chapmani
- Sylvilagus floridanus floridanus
- Sylvilagus floridanus mallurus
- Sylvilagus floridanus aztecus
- Sylvilagus floridanus connectens
- Sylvilagus floridanus hondurensis
- Sylvilagus floridanus macrocorpus
- Sylvilagus floridanus orizabae
- Sylvilagus floridanus yucatanicus
- Sylvilagus floridanus avius
- Sylvilagus floridanus cumanicus
- Sylvilagus floridanus margaritae
- Sylvilagus floridanus nigronuchalis
- Sylvilagus floridanus orinoci
- Sylvilagus floridanus purgatus
- Sylvilagus floridanus superciliaris